# Cascada de Tchimbélé
Tchimbélé (en francés: Chute de Tchimbélé) es una cascada en la zona Woleu-Ntem al noroeste del país africano de Gabón. La cascada es alimentada por el río Komo, y está situada al oeste de la localidad de Anzem.
Un reservorio se encuentra en la zona.